# Wolfino (Kursk)
Wolfino (russisch Волфино) ist ein Dorf (selo) in der Oblast Kursk in Russland. Es gehört zum Rajon Gluschkowo und zur Landgemeinde (selskoje posselenije) Wesselowski selsowjet.

## Geographie
Der Ort liegt gut 130 km Luftlinie südwestlich des Oblastverwaltungszentrums Kursk im südwestlichen Teil der Mittelrussischen Platte, 14 km südwestlich des Rajonverwaltungszentrums Gluschkowo, 6,5 km vom Sitz des Dorfsowjet – Wesseloje, 1 km von der Grenze zwischen Russland und der Ukraine, im Becken des Flusses Wedma (Nebenfluss des Seim).

### Klima
Das Klima im Ort ist wie im Rest des Rajons kalt und gemäßigt. Es gibt während des Jahres eine erhebliche Niederschlagsmenge. Dfb lautet die Klassifikation des Klimas nach Köppen und Geiger.

## Bevölkerungsentwicklung
| Jahr | Einwohner |
| ---- | --------- |
| 2002 | 246       |
| 2010 | 189       |

Anmerkung: Volkszählungsdaten

## Verkehr
Wolfino liegt 8 km von der Straße regionaler Bedeutung 38K-040 (Chomutowka – Rylsk – Gluschkowo – Tjotkino – Grenze zur Ukraine), an den Straßen von interkommunaler Bedeutung: 38N-051 (Gluschkowo – Suchinowka – Wolfino), 38N-052 (Gluschkowo – Wesseloje – Tjotkino) und 38N-053 (38N-052 – Wolfino), 3,5 km von der nächsten Eisenbahnhaltestelle 322 km (Eisenbahnstrecke 322 km – Lgow-Kijewskij) und 1,5 km vom geschlossenen Bahnhof Wolfyne (Eisenbahnstrecke Woroschba – Wolfyne) entfernt.
Der Ort liegt 163 km vom internationalen Flughafen von Belgorod entfernt.